# New Castle, Delaware
New Castle är en stad i New Castle County i Delaware i USA med 5 285 invånare (2010). Den gamla stadskärnan är välbevarad med många historiska byggnader från den koloniala eran under både nederländsk, svensk och brittisk flagg, och är en av Delawares mer kända sevärdheter. 

## Historia
New Castle grundades 1651 som fortet Fort Casimir av Nederländska Västindiska Kompaniet under Peter Stuyvesant på platsen för en tidigare indiansk by, Tomakonck ( "bäverns plats "). Sedan svenska soldater ockuperat fortet och införlivat området i kolonin Nya Sverige, döptes det om till Trefaldighetsskansen. Platsen återtogs dock av holländarna och bytte då namn till Nieuw Amstel.
Britterna besegrade år 1664 holländarna och bytte namn på fortet till New Castle.  Nederländska trupper återtog ånyo platsen år 1673 men det kom åter i Storbritanniens ägo året därpå, vilket slutgiltigt reglerades i fördraget i Westminster. 